# TNA Knockouts World Championship
TNA Knockouts World Championship – tytuł mistrzowski kobiet utworzony przez amerykańską federację wrestlingu Total Nonstop Action Wrestling (dawniej Impact Wrestling). Wcześniej funkcjonował pod nazwami TNA Women’s World Championship, TNA Women’s Knockout Championship, TNA Knockouts Championship, Impact Wrestling Knockouts Championship, GFW Knockouts Championship, Impact Knockouts Championship oraz Impact Knockouts World Championship. Rywalizacja o powyższe mistrzostwo toczy się w dywizji kobiet, której zawodniczki noszą miano Knockoutek. Pierwszą mistrzynią została Gail Kim, gdy 14 października 2007 roku na gali Bound for Glory pokonała swoje przeciwniczki w dziesięcioosobowym Gauntlet matchu. Na Slammiversary XV mistrzostwo zostało połączone z GFW Women’s Championship.
TNA Knockouts World Championship jest jednym z wyróżnieniem dla kobiet w Impact Wrestling. Istnieje również żeńskie mistrzostwo tag teamów, TNA Knockouts World Tag Team Championship.

## Historia tytułu

### Przed 2007 rokiem
W pierwszych pięciu latach istnienia Total Nonstop Action Wrestling nie wprowadziło własnej dywizji kobiet. Natomiast namiastką żeńskiego tytułu była korona "Miss TNA". Inauguracyjną zwyciężczynię wyłonił dziewięcioosobowym Lingerie battle royal, nagrany 19 czerwca 2002 roku i wyemitowany 26 czerwca na drugiej cotygodniowej gali pay-per-view federacji. Tego dnia Taylor Vaughn pokonała Alexis Laree, Elektrę, Erin Bray, Francine, Miss Joni, Sashę, Shannon i Teresę Tyler. 27 listopada tego samego roku wyróżnienie zostało wycofane. 

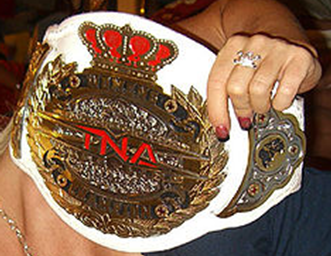
Pas TNA Knockouts Championship z lat 2007–2014.

Termin „Knockout” określa kobiety występujące w TNA, zarówno zawodniczki, jak i menedżerki/valets oraz reporterki. Nazwę zapoczątkowało zwłaszcza wydanie przez federację w 2006 roku DVD pt. „Knockouts: The Ladies of TNA Wrestling Vol. 1”.

### Nazwa
Początkowo tytuł nazwano TNA Women's World Championship. W 2008 roku przemianowano go na TNA Women's Knockout Championship. Jednak najczęściej używa się skróconej nazwy – TNA Knockouts Championship.

### Powstanie
TNA zapowiedziało na początku września 2007 roku, że planuje utworzyć własną dywizję kobiet i dedykowane jej mistrzostwo. W tym samym miesiącu federacja rozpoczęła akcję promocyjną dziesięcioosobowego gauntlet matchu, który 14 października 2007 roku na gali Bound for Glory miał wyłonić pierwszą TNA Women's World Championkę. Inauguracyjny pojedynek wygrała Gail Kim, pokonując w finałowej części walki Roxxi Laveaux. Innymi uczestniczkami meczu były: Ms. Brooks, Christy Hemme, Awesome Kong, Talię Madison, Shelly Martinez, Jackie Moore, ODB oraz Angel Williams.

### Wygląd pasa
Pod koniec grudnia 2014 roku TNA przedstawiło na Instagramie nowy wygląd pasa mistrzowskiego. Biały skórzany pas, na którym zainstalowano trzy złote płytki, zastąpiono czarnym, natomiast elementy koloru czerwonego zmieniono na niebieskie, co pokrywało się z oficjalną kolorystyką federacji. Poza tym z płytek zniknęły fragmenty inkrustowane srebrem. Podobnie jak na poprzednim pasie słowo „Knockout” nie pojawiło się, choć jest częścią obecnej nazwy. Na Slammiversary XV Sienna połączyła Impact Wrestling Knockouts Championship z GFW Women’s Championship. W lipcu 2017 r. federacja zaprezentowała nowy pas, z logiem Global Force Wrestling, które zastąpiono później logiem Impact Wrestling.

## Panowania
Ogółem było 65 panowań wśród 27 mistrzyń. Pierwszą posiadaczką była Gail Kim, która wygrała gauntlet match, pokonując dziewięć innych zawodniczek. Kim zdobyła mistrzostwo rekordowo siedem razy. Ostatnie, siódme panowanie Kim było najkrótsze w historii tytułu – trwało zaledwie 18 godzin, natomiast Taya Valkyrie panowała najdłużej, bo 377 dni. Taylor Wilde miała zaledwie 22 lata, kiedy wygrała mistrzostwo po raz pierwszy, będąc najmłodszą mistrzynią, a Mickie James triumfowała jako mistrzyni po raz czwarty, w wieku 42 lat, będąc najstarszą mistrzynią.
Obecną mistrzynią jest Jacy Jayne, która jest mistrzynią po raz pierwszy. Pokonała poprzednią mistrzynię Mashę Slamovich w Winner Takes All matchu, gdzie NXT Women’s Championship Jayne również był na szali na Slammiversary, 20 lipca 2025.